# Portugese parlementsverkiezingen 2024
De parlementsverkiezingen in Portugal van 2024 vonden plaats op 10 maart 2024. Hierbij werd voor een periode van in principe vier jaar een nieuwe volksvertegenwoordiging verkozen in het 230 zetels tellende Assembleia da República. De verkiezingen werden vervroegd uitgeschreven omdat António Costa van de Partido Socialista op 7 november 2023 zijn ontslag moest indienen als premier. De aanleiding hiervoor was zijn betrokkenheid bij een politieonderzoek naar mogelijke corruptie bij het verlenen van de exploitatierechten en contracten voor lithiummijnen en projecten met betrekking tot groene waterstof.

## Kiesstelsel
Portugal is onderverdeeld in achttien districten en twee autonome regio's (Madeira en de Azoren). Samen kiezen zij 226 van de 230 parlementszetels, waarbij de onderlinge zetelverdeling wordt bepaald op basis van het aantal geregistreerde kiezers in elk gebied. De overige vier zetels worden gekozen door Portugezen elders in Europa (2) en in andere delen van de wereld (2).
Ten opzichte van de parlementsverkiezingen in 2022 leverde het district Viana do Castelo een parlementszetel in, terwijl het district Setúbal er een bijkreeg.
| District | Leden |
| -------- | ----- |
| Lissabon | 48    |
| Porto    | 40    |
| Braga    | 19    |
| Setúbal  | 19    |
| Aveiro   | 16    |
| Leiria   | 10    |
| Coimbra  | 9     |
| Faro     | 9     |
| Santarém | 9     |
| Viseu    | 8     |
| Madeira  | 6     |

| District         | Leden |
| ---------------- | ----- |
| Viana do Castelo | 5     |
| Azoren           | 5     |
| Vila Real        | 5     |
| Castelo Branco   | 4     |
| Beja             | 3     |
| Bragança         | 3     |
| Évora            | 3     |
| Guarda           | 3     |
| Portalegre       | 2     |
| Europa           | 2     |
| buiten Europa    | 2     |

## Resultaten
Geen enkele partij behaalde een absolute meerderheid. De alliantie Aliança Democrática, met daarin de Partido Social Democrata (PSD) van Luís Montenegro, werd met 80 zetels de grootste fractie van het parlement. Met de buitenlandse stemmen bijgeteld, kon de AD nog één bijkomende zetel verwerven, evenals de PS. Chega kreeg er nog twee zetels bij.
De alliantie behaalde in totaal drie zetels meer dan de samenstellende partijen van de nieuwe alliantie bij de parlementsverkiezingen van 2022. De Socialistische Partij verloor niet minder dan 42 zetels en eindigde met 78 zetels. De rechts-populistische partij Chega werd de derde fractie met 50 zetels, een winst van 38 zetels.
Na de verkiezingen werd een minderheidsregering gevormd tussen de PSD en de Partido Popular. PSD-leider Luís Montenegro werd de nieuwe premier van Portugal en volgde daarmee de socialist António Costa op, die het premierschap bijna 8,5 jaar bekleedde. Het kabinet-Montenegro trad op 2 april 2024 aan.
| Partij | Partij                          | Leider                  | 2022      | 2022       | 2022   | 2024      | 2024       | 2024   | Verschil |
| Partij | Partij                          | Leider                  | Stemmen   | Percentage | zetels | Stemmen   | Percentage | zetels | Verschil |
| ------ | ------------------------------- | ----------------------- | --------- | ---------- | ------ | --------- | ---------- | ------ | -------- |
|        | Aliança Democrática             | Luís Montenegro         |           |            | 77     | 1.811.322 | 29,5%      | 80     | 3        |
|        | Partido Socialista              | Pedro Nuno Santos       | 2.246.637 | 41,7%      | 120    | 1.759.937 | 28,7%      | 78     | 42       |
|        | Chega                           | André Ventura           | 385.543   | 7,2%       | 12     | 1.108.764 | 18,1%      | 50     | 38       |
|        | Iniciativa Liberal              | Rui Rocha               | 268.414   | 5,0%       | 8      | 312.033   | 5,1%       | 8      | 0        |
|        | Bloco de Esquerda               | Mariana Mortágua        | 240.257   | 4,5%       | 5      | 274.011   | 4,5%       | 5      | 0        |
|        | Unitaire Democratische Coalitie | Paulo Raimundo          | 236.630   | 4,4%       | 6      | 202.325   | 3,3%       | 4      | 2        |
|        | LIVRE                           | Rui Tavares Teresa Mota | 68.971    | 1,3%       | 1      | 199.888   | 3,3%       | 4      | 3        |
|        | Mensen-Dieren-Natuur            | Inês Sousa Real         | 82.250    | 1,5%       | 1      | 118.579   | 1,9%       | 1      | 0        |